# Hypodryas extensa
Hypodryas extensa är en fjärilsart som beskrevs av Félix Dujardin 1948. Hypodryas extensa ingår i släktet Hypodryas och familjen praktfjärilar. Inga underarter finns listade i Catalogue of Life.